# Josef Polig
Josef Polig, né le 9 novembre 1968 à Vipiteno, est un ancien skieur alpin italien.

## Jeux olympiques
- Jeux olympiques de 1992 à Albertville (France) :
  -  Médaille d'or en Combiné

## Coupe du monde
- Meilleur résultat au classement général : 23e en 1992

### Saison par saison
- Coupe du monde 1989 :
  - Classement général : 59e
- Coupe du monde 1990 :
  - Classement général : 59e
- Coupe du monde 1991 :
  - Classement général : 34e
- Coupe du monde 1992 :
  - Classement général : 23e
- Coupe du monde 1993 :
  - Classement général : 43e
- Coupe du monde 1994 :
  - Classement général : 95e
- Coupe du monde 1995 :
  - Classement général : 120e

## Arlberg-Kandahar
- Meilleur résultat : 6e place dans le combiné 1992 à Garmisch